# Macedonica frauenfeldi
Macedonica frauenfeldi is een slakkensoort uit de familie van de Clausiliidae. De wetenschappelijke naam van de soort is voor het eerst geldig gepubliceerd in 1856 door Rossmassler.